# Теория одноразовой сомы
Теория одноразовой сомы, иногда теория расходной сомы (англ. disposable soma)[неизвестный термин] (англ. Disposable soma theory) — эволюционно-физиологическая модель, которая пытается пояснить эволюционное происхождение процесса старения. Теория была предложена в 1977 году Томасом Кирквудом, в то время сотрудником Британского Национального института биологических стандартов и контроля, в его обзорной статье. Эта теория задаётся вопросом, как организм должен распорядиться своими ресурсами (в первом варианте теории речь шла только об энергии) между поддержкой и ремонтом сомы и другими функциями, необходимыми для выживания. Необходимость компромисса в использовании этих ресурсов возникает в связи с ограниченностью ресурсов и необходимостью выбора лучшего пути их использования.
Эта теория была предложена в попытке создать эволюционную структуру для понимания существования и вариаций в универсальном для всех живых организмов процессе старения. Она предполагает, что индивидуумы должны инвестировать жизнеобеспечение  и репарацию своей сомы в соответствии со своими ожиданиями относительно будущей продолжительности жизни и возможностей для размножения. Однако ожидания индивидуума будущих перспектив жизнеобеспечения и вероятности размножения не постоянны. Для разных видов, а иногда даже для разных индивидуумов в границах вида, таким образом, необходимо поддерживать свою сому на протяжении разных промежутков времени. Теория одноразовой сомы предусматривает, что виды и популяции, которые в среднем имеют небольшое число внешних угроз и низкую скорость размножения, должны инвестировать намного больше в защиту своей сомы, чем виды и популяции, которые ожидают короткую продолжительность жизни и быстрое размножение. Когда организмы попадают в защищённые условия и освобождаются от естественного отбора, различия в ремонте и поддержке сомы проявляются в виде межвидовых и межпопуляционных различий в скорости старения и максимальной продолжительности жизни.
В поддержку теории свидетельствует результат наблюдения за популяциями диких животных в природе, который показывает, что количество и активность хищников влияют на стратегию выживания популяции. Например, исследования популяций гуппи показали эволюцию продолжительности жизни, что очень быстро проявляется в ответ на изменения в смертности. Представители популяции гуппи, которая растёт в условиях увеличенной смертности, меньше по размеру, растут быстрее, размножаются в более раннем возрасте и выделяют больше ресурсов для размножения, чем гуппи, которые живут в условиях низкой внешней смертности. Кроме того, было сделано предположение, что одной из причин того, что птицы и летучие мыши живут дольше, чем наземные животные аналогичного размера, является то, что благодаря возможности летать они были освобождены от значительной части эволюционного давления со стороны хищников, которую испытывают наземные животные. Ещё одно исследование, которое подтвердило некоторые из основ теории, было проведено на двух популяциях виргинских опоссумов. Одна популяция опоссумов, найденная на острове Сапело (Джорджия) не имеет природных наземных хищников, другая, найденная в материковой части штата, преследуется пумами, лисицами и рыжими рысями. В результате было обнаружено, что островная популяция рожает меньше детёнышей, чем континентальная группа, и в целом выживает до второго сезона размножения, получая вторую возможность для размножения. Представители этой группы меньше по размеру, имеют на 25 % большую среднюю продолжительность жизни и на 50 % большую максимальную продолжительность жизни, чем континентальная группа.
Важно отметить, что, так как теория одноразовой сомы рассматривает только эволюционные аспекты старения, связь между потреблением, размножением и старением рассматривается в терминах конечного результата, а не конкретных механизмов. Если индивидуальное животное имеет возможность размножения, оно не может ожидать биологического бессмертия, поскольку ему необходимо поддерживать свою сому только до такого уровня, чтобы средний индивидуум в пределах популяции мог выжить на протяжении времени, необходимого для получения необходимого количества потомства. Однако отсутствие возможности для размножения может иметь позитивный эффект на старение и продолжительность жизни. Это не означает наличие связи между предчувствием жизнеобеспечения, размножением, поддержкой сомы и долголетием, теория одноразовой сомы предусматривает только компромисс между поддержкой сомы и размножением, посредником в котором является процесс распределения ресурсов. Теория предполагает две причины смены организмов. Во-первых, увеличение в ожидании смертности во взрослом состоянии должно приводить к уменьшению поддержки сомы. Если организм не ожидает жить долго, он имеет меньшую потребность защищать себя. Во-вторых, увеличение в ожидании скорости размножения должно приводить к уменьшению в поддержке сомы, поскольку индивидуумы предусматривают недостачу необходимых для размножения ресурсов.
Теория одноразовой сомы не постулирует никаких специфических механизмов поддержки сомы и потому совместима с большинством механистических моделей старения, таких как накопление соматических мутаций, изменённых белков, митохондриальная теория, свободно-радикальная теория и т. п. . Кроме того, виды, которые имеют наиболее низкие уровни смертности от внешних причин и низкие темпы размножения, также имеют наилучшую защиту от окислительного стресса в результате мутаций и повреждений белков. Например, репарация (ремонт) ДНК намного хуже у грызунов, чем у приматов, а соматические клетки мышей значительно более чувствительны к окислительному стрессу, вызванному химическими способами, чем клетки долгоживущих млекопитающих. Эпителиальные клетки почек относительно долговечных птиц также более стойкие к химическим и радиационным повреждениям, чем соответствующие клетки мышей.
В целом теория одноразовой сомы обеспечивает полезную эволюционную структуру для понимания процесса старения. Большое число непрямых свидетельств поддерживают эту теорию, но детальные экспериментальные исследования всё же отсутствуют.

## Критика
Теория «расходной» сомы  пытается соотнести паттерны смертности с эволюционными соображениями, исходящими из оптимизации физиологических и экологических балансов, а также законов популяционной генетики. Выводы о возможности самых разнообразных паттернов и экспоненциально возрастающей смертности являются лишь одним из возможных частных вариантов эволюционной теории возникновения старения. Вариант увеличения смертности по мере увеличения возраста, как и любое увеличение смертности с возрастом, содержат в себе эволюционные соображения, но эти варианты нельзя вывести из кажущейся несовместимости этих вопросов, поскольку теория признаёт, что старение и продолжительность жизни эволюционируют независимо друг от друга.

## Внешние ссылки
- Theories of Biological Aging: Disposable Soma — основной источник статьи